# هوستون الكسندر
هوستون الكسندر (بالإنجليزية: Houston Alexander) هو فنان قتال مختلط أمريكي، ولد في 22 مارس 1972 في سانت لويس الشرقية ‏ في الولايات المتحدة.

## وصلات خارجية
- هوستون الكسندر على موقع يو إف سي (الإنجليزية)
- هوستون الكسندر على موقع بيلاتور (الإنجليزية)
- هوستون الكسندر على موقع شيردوغ (الإنجليزية)
- هوستون الكسندر على موقع IMDb (الإنجليزية)
- هوستون الكسندر على موقع قاعدة بيانات الفيلم (الإنجليزية)